# Acontia pauliani
Acontia pauliani är en fjärilsart som beskrevs av Pierre E.L. Viette 1965. Acontia pauliani ingår i släktet Acontia och familjen nattflyn. Inga underarter finns listade i Catalogue of Life.